# María Francisca Mardones
María Francisca Mardones Sáez (Santiago, 24 de marzo de 1989) es una exfutbolista chilena. Actualmente es parte del cuerpo técnico de la selección chilena, ejerciendo como analista audiovisual. 
Además, fue la primera seleccionada chilena en anotar un gol en una Copa Mundial Femenina de Fútbol en todas las categorías.

## Clubes
| Club             | País  | Año       |
| ---------------- | ----- | --------- |
| Unión La Calera  | Chile | 2008-2009 |
| Colo-Colo        | Chile | 2010-2012 |
| Santiago Morning | Chile | 2016-2021 |
| Colo-Colo        | Chile | 2022-2024 |

## Selección chilena
Francisca Mardones ha jugado por la selección de fútbol femenino de Chile y la selección femenina de fútbol sub-20 de Chile. Ha participado en tres campeonatos sudamericanos (Sudamericano Sub-20 y Sudamericano de mayores, ambos en 2006 y Sudamericano Sub-20 2008) y en el Mundial Sub-20 2008.

## Palmarés

### Torneos nacionales
| Título           | Club             | País  | Temporada |
| ---------------- | ---------------- | ----- | --------- |
| Primera División | Santiago Morning | Chile | 2018      |
| Primera División | Santiago Morning | Chile | 2019      |
| Primera División | Santiago Morning | Chile | T-2020    |
| Primera División | Colo-Colo        | Chile | 2022      |
| Primera División | Colo-Colo        | Chile | 2023      |
| Primera División | Colo-Colo        | Chile | 2024      |

### Distinciones individuales
| Distinción                                    | Año  |
| --------------------------------------------- | ---- |
| Mejor deportista del fútbol femenino de Chile | 2011 |